# Rhodotorula fujisanensis
Rhodotorula fujisanensis är en svampart som först beskrevs av Soneda, och fick sitt nu gällande namn av E.A. Johnson & Phaff 1978. Rhodotorula fujisanensis ingår i släktet Rhodotorula, ordningen Sporidiobolales, klassen Microbotryomycetes, divisionen basidiesvampar och riket svampar.   Inga underarter finns listade i Catalogue of Life.